# Santa Maria (Bulacan)
Santa Maria – miasto na Filipinach w regionie Luzon Środkowy, na wyspie Luzon. W 2010 roku liczyło 218 351 mieszkańców.